# Манакін-червононіг північний
Манакін-червононіг північний (Chiroxiphia linearis) — вид горобцеподібних птахів родини манакінових (Pipridae).

## Поширення
Поширений від західної частини південної Мексики і вздовж західного краю Гватемали, Сальвадору, Гондурасу, Нікарагуа до північно-західної частини Коста-Рики. живе у внутрішніх районах і на узліссях галерейних лісів, на узліссях мангрових заростей і зрілих вторинних лісах.

## Опис
Птах завдовжки 11,5 см і вагою 19 г. Подовжені центральні кермові пера додають від 10 до 15 см до загальної довжини дорослих самців і від 2 до 3 см самиць. У них крутий лоб і характерні помаранчеві ноги. Самець переважно чорного кольору, але корона, включаючи роздвоєний хребет на задній частині корони, яскраво-малиновий. Задня частина світло-блакитна. Самиця зверху і на грудях оливково-зелена, горло світліше з сіруватим відтінком. Знизу задня область блідо-оливкова, стає білястою внизу живота та підхвостовій області. У рідкісних випадках на маківці є червона пляма.

## Спосіб життя
Живиться плодами та ягодами, рідше комахами. Самці проводять групові покази, щоб привабити самиць до спаровування, а два самця співпрацюють один з одним, танцюючи перед самицею, яка спостерігає за ними. Танець складається з простого стрибка вгору і вниз з жердини. Гніздо будує самиця на дереві у формі чаші. Вона відкладає два яйця кремового кольору з коричневими плямами і висиджує їх 20 днів.